# Switlana Krikontschuk
Switlana Krikontschuk (ukrainisch Світлана Крікончук, russisch Светлана Крикончук/Swetlana Krikontschuk; * 21. Dezember 1984 in Zezenywka in der Oblast Ternopil, damals Sowjetunion) ist eine ukrainische Sommerbiathletin.
Switlana Krikontschuk, die in Ternopil lebt, begann 2002 mit dem Biathlonsport. Sie nahm 2003 in Forni Avoltri erstmals bei Junioren-Weltmeisterschaften im Sommerbiathlon teil und gewann dort nach Silber hinter Ljudmila Kalintschyk im Sprint die Goldmedaille im Verfolgungsrennen. Im Staffelrennen wurde sie mit Tetjana Lytowtschenko und Ljudmyla Pyssarenko als Schlussläuferin Zweite hinter dem russischen Team. Als 12. des Massenstarts erreichte sie in diesem Wettbewerb ihr schlechtestes Ergebnis. Ein Jahr später erreichte sie in Osrblie mit Platz zwei im Massenstart hinter Tazzjana Schyntar ihr bestes Ergebnis in einem Einzelrennen. Im Sprint wurde sie Zehnte, konnte sich in der Verfolgung zwar bis auf Rang vier verbessern, aber verpasste damit knapp eine weitere Medaille. Diese gewann Krikontschuk mit Pyssarenko und Walentyna Semerenko als Siegerin des Staffelrennens. Die erfolgreichste Junioren-WM lief Krikontschuk 2005 in Muonio. Sowohl im Sprint, als auch in der Verfolgung und mit Olena Pidhruschna und Wita Semerenko in der Staffel gewann sie alle Titel. Nur im Massenstart musste sich die Ukrainerin nur Nadseja Skardsina geschlagen geben.
Seit 2006 tritt Krikontschuk im Leistungsbereich an. In Ufa nahm sie an den Sommerbiathlon-Weltmeisterschaften 2006 teil. Im Sprint lief sie auf den 16. Platz, wurde Zehnte in der Verfolgung und mit der Mixed-Staffel Fünfte. Im Jahr darauf in Otepää gewann sie mit Pyssarenko, Oleh Bereschnyj und Oleksandr Bilanenko im Mixedstaffel-Rennen hinter Russland die Silbermedaille. Eine weitere Medaille verpasste sie als Vierte im Massenstart knapp, im Sprint wurde sie 23. Noch besser verliefen die Sommerbiathlon-Europameisterschaften 2007 im heimischen Tyssowez. Im Sprint gewann Krikontschuk hinter Natalja Solowjowa die Silbermedaille, im Massenstart verwies sie sie ebenso wie mit der Staffel in der WM-Besetzung auf den zweiten Platz. Startete die Ukrainerin bis dahin nur in den Crosslauf-Wettbewerben, trat sie seit den Sommerbiathlon-Weltmeisterschaften 2009 in Oberhof auch auf Skirollern an. Zunächst wurde sie in den Crosslauf-Wettbewerben Achte im Sprint und Sechste der Verfolgung, anschließend 41. im Skiroller-Sprint. Bei den Sommerbiathlon-Europameisterschaften 2010 in Osrblie wurde Krikontschuk zunächst Sechste im Sprint und gewann dann Bronze in der Verfolgung und mit Tetjana Tratschuk, Nasarij Buryk und Andrij Bohaj Silber im Wettbewerb der Mixed-Staffeln. Die Sommerbiathlon-Europameisterschaften 2011 in Martell brachten einen fünften Platz im Sprint, einen sechsten Platz in der Verfolgung und den Gewinn der Silbermedaille im Mixed-Staffelrennen mit Ljudmyla Pyssarenko, Andrij Bohaj und Andrij Wosnjak.